# 譚智生
譚智生OMC（Tam Che Seng，1920年5月17日—2007年10月29日）祖籍廣東雲浮。他是前澳門美術協會副會長、中國美術家協會會員、香港畫家聯會名譽會長、世界美術文化交流協會顧問、中山市老年書畫硏究會顧問及澳門新畫會藝術顧問。

## 簡歷
20世紀50年代中期開始，譚智生開始舉辦個人畫展，積極參與各項本地以至海內外地區的藝術聯展，作品曾於北京、成都、上海、廣州、加拿大、日本等地展出，並多次在澳門參加展覽。曾任澳問衆多美術團體顧問。
出版著作包括《澳門情懷》、《譚智生澳門速寫集》、《譚智生水彩書畫集》等。 

## 病逝
2007年10月29日早上7時半於仁伯爵醫院病逝，終年87歲。

## 榮譽
譚智生於1993年獲澳葡政府頒授文化功績勳章；2002年獲澳門特區政府頒授文化功績勳章。